# Jean Payen de Boisneuf
Jean Payen de Boisneuf (1738-1815), est un ancien militaire et riche propriétaire français, disposant de domaines sur l'île de Saint-Domingue et en Touraine, lorsqu'il est élu député du bailliage de Touraine pour les États généraux de 1789. 

## Biographie

### Naissance et famille
Jean Payen de Boisneuf est né, le 25 février 1738, à Les Verettes lieu de Saint-Domingue (colonie française) (devenu Verrettes commune de Haïti). Son père, issu d'une famille de négociants, est « chevalier de l'ordre de Saint Louis et commandant des milices de la paroisse des Verrettes dans les îles de l'amérique sous le vent », sa mère est née Marie-Claudine Lezlee, Lezelé ou Leslay. La fratrie comportera un autre garçon prénommé Jean.

### Officier à Saint-Domingue et retour en France
Le 31 janvier 1757, Jean Payen de Boisneuf, a 19 ans lorsqu'il entre au service du roi comme enseigne dans la milice commandée par son père. En 1767, il est nommé commandant de troupes détachées pour intervenir contre des corsaires anglais qui font des descentes dans l'île. Il réussit à contrer efficacement cet ennemie, à en capturer, et à les emmener dans les prisons de la ville de Saint-Marc. En 1765 il obtient une commission de capitaine d'une compagnie de hussards au quartier de Saint-Marc et en 1771, après un voyage en France pour affaires, il obtient le même poste pour une compagnie d'infanterie. En 1776, il est nommé capitaine aide-major du quartier de Mont-Louis, chargé de la police du quartier. En 1777, épuisé et en mauvaise santé il retourne en France alors que ses supérieurs demandent qu'il soit décoré « de la croix de St Louis, au titre de retraite et de récompense de ses services. ».
En 1787, Jean Payen de Boisneuf achète, 61 600 livres , à Pernay en Touraine, la « seigneurerie de Fouinais » qui comprend une métaierie et une maison. L'année suivante, il est reçu franc maçon par la loge des Amis réunis.

### Député des états généraux et de la constituante
Jean Payen de Boisneuf est élu, le 24 mars 1789, député du Tiers état aux États généraux par le bailliage de Touraine, avec 99 voix sur un total de 162 votants. L'intendant lui donne le qualificatif d'« Américain très riche » dans son rapport. 
Il est présent au serment du Jeu de paume, puis devient membre du comité colonial. Le 26 avril 1790, il fait partie des nouveaux membres du comité des recherches, avec : Poulain de Corbion, l'abbé Joubert, de Pardieu, Ledéan, Voidel, Cochon de l'Apparent, Verchère de Reffye, Rousselet, de Macaye, De Sillery, Babey. 
Membre du Club des feuillants, il est un ami intime de Moreau de Saint-Méry, comme lui, il défend l'esclavage, notamment le 28 avril 1791, il intervient pour souligner l'impact négatif provoqué par la déclaration des droits de l'homme sur les colons de Saint-Domingue « les membres  de l'assemblée colonial ont été égarés par la crainte d'une application rigoureuse de cette déclaration dans un pays où l'existence est inconcevable avec l'article premier ».
Il assiste à l'installation de l'évêque constitutionnel de Paris, Gobel, le 26 mars 1791. Sa dernière implication sur le territoire métropolitain français est d'être nommé 2e haut-juré d'Indre-et-Loire, le 3 septembre 1791.

### Émigre aux États-Unis
Après avoir refusé d'être élu à la mairie de Tours, Jean Payen de Boisneuf vend, le 6 octobre 1792, à R. de la Missardière son beau-frère, sa propriété de Touraine pour 150 000 livres. En 1793, il émigre à Philadelphie aux États-Unis. Il réside à Frederick sur la plantation l'Hermitage (L'Hermitage Slave Village Archeological Site (en)) appartenant à la famille de la Vincendière.
Jean Payen de Boisneuf meurt le 1er juillet 1815. Il est enterré au St. John's Cemetery (en) à Frederick, ville de l'État du Maryland aux États-Unis.

## Écrits de Jean Payen de Boisneuf
- Lettre aux Français - 1793. Manifeste de Payen-Boisneuf aux colons de Saint-Domingue (Ouvrage patrimonial de la Bibliothèque numérique Manioc. Service commun de la documentation, Université des Antilles et de la Guyane. Conseil Général de la Martinique, Bibliothèque Schoelche), 1793, 4 p. (lire en ligne).
- To John Adams from Jean Payen de Boisneuf, 6 ferbruary 1798 (Lettre de Jean Payen de Boisneuf au président des États-Unis John Adams), Adams Papers, 1798, 1 p. (lire en ligne).

### Webographie
- Assemblée nationale, « Jean Payen de Boisneuf », sur Assemblée nationale, 2018 (consulté le 16 décembre 2018).
- (en) Find A Grave, « Jean Payen Boisneuf », sur Find A Grave, 2018 (consulté le 16 décembre 2018).